# 5e régiment de Marines

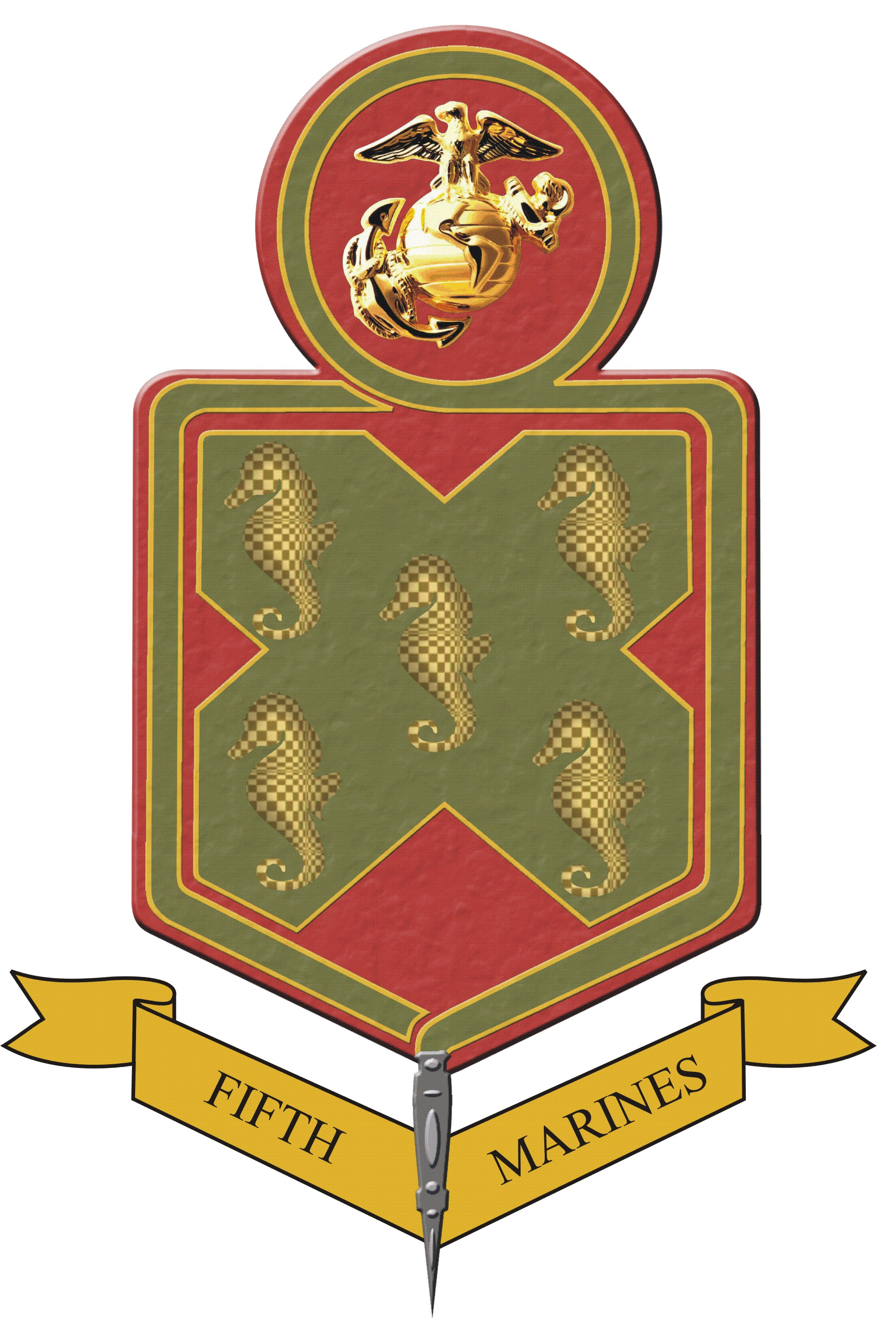
Insigne du 5e Régiment de Marines

Le 5e régiment de Marines est un régiment du corps des Marines des États-Unis.